# Список плазунів Катару
Катар — держава, що розташована на сході Аравійського півострова. У країні зафіксовано понад 30 видів рептилій.
Катар має три форми середовища, в яких можна спостерігати рептилій — посушливу, міську та морську. Країна відносно рівномірна за висотою і низовинна, оскільки її найвища природна точка становить лише 103 метри над рівнем моря.
Є кілька видів, які вважаються небезпечними, тому знак оклику (!) буде використовуватися для виділення виду, який може завдати шкоди людям, і череп ( ) якщо тварина є відповідальною за принаймні одну людську смерть

## Морські черепахи
Порядок : Testudines   Родина : Cheloniidae
Cheloniidae — родина морських черепах із космополітичним поширенням. Містить сім видів у п'яти родах. Два з цих видів були зареєстровані в Катарі.
| Звичайне ім'я   | Біноміальна назва      | Довжина панцира | Маса   | Глобальний статус     | Глобальна тенденція | Розподіл                                                                     | Зображення |
| --------------- | ---------------------- | --------------- | ------ | --------------------- | ------------------- | ---------------------------------------------------------------------------- | ---------- |
| Зелена черепаха | Chelonia mydas         | 150 см          | 160 кг | Endangered            | ▼                   | Живе у морі, трапляється на узбережжі або островах, де відкладає яйця.       |            |
| Бісса           | Eretmochelys imbricata | 100 см          | 80 кг  | Critically endangered | ▼                   | Живе у морі, відкладає яйця на пляжі поблизу села Фувайріт на півночі країни |            |

## Шкірясті черепахи
Порядок : Testudines   Родина : Dermochelyidae
Dermochelyidae — родина черепах, яка включає один вид — шкіряста черепаха. Це найбільший представник свого ряду і третя за величиною рептилія за масою.
| Звичайне ім'я     | Біноміальна назва    | Довжина панцира | маса   | Глобальний статус | Глобальна тенденція | Розподіл                                                      | Зображення |
| ----------------- | -------------------- | --------------- | ------ | ----------------- | ------------------- | ------------------------------------------------------------- | ---------- |
| Шкіряста черепаха | Dermochelys coriacea | 230 см          | 600 кг | Vulnerable        | ▼                   | Живе у морі, рідко трапляється в територіальних водах країни. |            |

## Гекони
Порядок : Лускаті   Родина : Gekkonidae
Gekkonidae — велика родина космополітичних ящірок. Це надзвичайно різноманітна група, яка налічує понад тисячу видів. У Катарі є щонайменше 10 видів.
| Звичайне ім'я               | Біноміальна назва                | Довжина | Глобальний статус | Глобальна тенденція | Ареал і поширення | Зображення |
| --------------------------- | -------------------------------- | ------- | ----------------- | ------------------- | --- | ---------- |
| Гекон великоголовий         | Stenodactylus slevini            | 10 см   | Least concern     | ▬                   | Нічна ящірка. Населяє компактні сухі середовища з чагарниками. |            |
| Північний домашній гекон    | Hemidactylus flaviviridis        | 15 см   | Least concern     | ▲                   | Нічна ящірка любить міське середовище, населяючи будинки, а також покинуті руїни, де вона може знайти здобич комах.                                                               |            |
| Гекончик горбинчастий       | Bunopus tuberculatus             | 10 см   | Least concern     | ▬                   | Як і інші нічні ящірки, горбинчастий гекончик мешкає в посушливих і сільських регіонах. Вдень він воліє ховатися під камінням, а вночі активний, шукаючи їжу в місцях проживання. |            |
| Кілеподібний скельний гекон | Cyrtopodion scabrum              | 10 см   | Least concern     | ▬                   | Вдень воліє ховатися в безлюдних містах і будівлях. |            |
| Аравійський піщаний гекон   | Trigonodactylus arabicus         | 12 см   | Least concern     | ▬                   | Вдень ховається в норах. Він суто наземний і трапляється у відкритих пустелях або на дюнах на півдні та в Досі вночі.                                                             |            |
|                             | Pseudoceramodactylus khobarensis | 12 см   | Least concern     | ▼                   | Знайдено в материковому Катарі, а також на прибережних островах, де його вперше спостерігали.                                                                                     |            |
| Гекон Гайдена               | Hemidactylus robustus            | 10 см   | Least concern     | ▲                   | Зустрічається на материку, він витримує різноманітні середовища існування. Трапляється в полях, розріджених напівпустелях і містах.                                               |            |
| Перський листоносний гекон  | Hemidactylus persicus            | 10 см   | Least concern     | ▬                   | Ендемік острова Халул, на материку не виявлений. |            |

## Агами
Порядок : Лускаті   Родина : Agamidae
Agamidae — велика родина ящірок Старого Світу, поширена в багатьох місцях існування. У всьому світі родина налічує близько 350 видів
| Звичайне ім'я         | Біноміальна назва       | Довжина | Глобальний статус | Глобальна тенденція | Ареал і поширення | Зображення |
| --------------------- | ----------------------- | ------- | ----------------- | ------------------- | --- | ---------- |
|                       | Agama flavimaculata     | 25 см   | Least concern     | ▬                   | Денний вид, трапляється на відкритих скелястих ділянках.                                                                            |            |
| Синайська агама       | Pseudotrapelus sinaitus | 25 см   | Least concern     | ▲                   | |            |
| Ропухоголова агама    | Phrynocephalus arabicus | 20 см   | Least concern     | ▬                   | Цей вид веде денний спосіб життя і віддає перевагу м'якому піску, трапляєтьсяв дюнах у Досі.                                        |            |
| Шипохвіст єгипетський | Uromastyx aegyptia      | 75 см   | Vulnerable        | ▼                   | Віддає перевагу відкритим пустелям на всій території країни, особливо посушливим регіонам з щільним піском, що дозволяє йому ритися |            |

## Сцинки
Порядок : Лускаті   Родина : Scincidae
Scincidae — родина ящірок. Це одна з найбільших родин у ряді, що нараховує понад 1500 видів. Вони переважно наземні та комахоїдні види.
| Звичайне ім'я          | Біноміальна назва         | Довжина | Глобальний статус | Глобальна тенденція | Ареал і поширення                                                                             | Зображення |
| ---------------------- | ------------------------- | ------- | ----------------- | ------------------- | --------------------------------------------------------------------------------------------- | ---------- |
| Сцинк східний          | Scincus mitranus          | 20 см   | Least concern     | ▬                   | Денна ящірка, трапляється на півдні країн серед дюн, пірнає під пісок, коли відчуває загрозу. |            |
| Веретеноподібний сцинк | Chalcides ocellatus       | 26 см   | Least concern     | ▬                   | Населяє зарослі та лугові середовища в Катарі. Його можна знайти в парках.                    |            |
|                        | Heremites septemtaeniatus | 18 см   | Least concern     | ▬                   | Можливо, завезений, мешкає виключно в штучних середовищах існування, таких як сади та парки.  |            |

## Варани
Порядок : Лускаті   Родина : Varanidae
Varanidae — родина хижих і отруйних ящірок Старого Світу. Існує близько 45 видів, один з яких трапляється в Катарі.
| Звичайне ім'я   | Біноміальна назва | Довжина | Глобальний статус | Глобальна тенденція | Ареал і поширення                                                                | Зображення |
| --------------- | ----------------- | ------- | ----------------- | ------------------- | -------------------------------------------------------------------------------- | ---------- |
| Варан сірий (!) | Varanus griseus   | 110 см  | Least concern     | ▼                   | Колись цей вид був поширеним у відкритих пустелях країни, але зараз є рідкісним. |            |

## Справжні ящірки
Порядок : Лускаті   Родина : Lacertidae
Lacertidae — різноманітна родина ящірок, від якої отримав назву весь підряд
| Звичайне ім'я                 | Біноміальна назва           | Довжина | Глобальний статус | Глобальна тенденція | Ареал і поширення                                                               | Зображення |
| ----------------------------- | --------------------------- | ------- | ----------------- | ------------------- | ------------------------------------------------------------------------------- | ---------- |
|                               | Acanthodactylus boskianus   | 15 см   | Least concern     | ▬                   | Трапляється в прибережних рівнинах, оазисах і культивованих регіонах.           |            |
|                               | Acanthodactylus scutellatus | 15 см   | Least concern     | ▬                   | Віддає перевагу відкритим пустелям і чагарникам.                                |            |
| Короткоморда пустельна ящірка | Eremias brevirostris        | 15 см   | Least concern     | ▬                   | Зустрічається по всій країні в чагарниках, а також на широких піщаних ділянках. |            |
|                               | Acanthodactylus opheodurus  | 18 см   | Least concern     | ▬                   | Населяє посушливі пустелі з чагарниками.                                        |            |
|                               | Acanthodactylus opheodurus  | 18 см   | Least concern     | ▬                   | Зустрічається в піщаних районах, переважно в дюнах поблизу Дохи                 |            |
|                               | Mesalina adramitana         | 12 см   | Least concern     | N/A                 | Зустрічається в піщаних районах, переважно в дюнах поблизу Дохи                 |            |

## Трогонофіси
Порядок : Лускаті   Родина : Trogonophidae
Trogonophidae — родина амфісбен. Вони не мають кінцівок і ведуть переважно підземний спосіб життя.
| Звичайне ім'я | Біноміальна назва     | Довжина | Глобальний статус | Глобальна тенденція | Ареал і поширення                     | Зображення |
| ------------- | --------------------- | ------- | ----------------- | ------------------- | ------------------------------------- | ---------- |
|               | Diplometopon zarudnyi | 30 см   | Least concern     | ▬                   | Населяє м'які ґрунти, а також печери. |            |

## Полози
Порядок : Лускаті   Родина : Colubridae
Colubridae — найбільша родина змій, що налічує понад 230 видів.
| Звичайне ім'я       | Біноміальна назва         | Довжина | Глобальний статус | Глобальна тенденція | Ареал і поширення | Зображення |
| ------------------- | ------------------------- | ------- | ----------------- | ------------------- | --- | ---------- |
|                     | Platyceps ventromaculatus | 120 см  | Least concern     | ▬                   | Ця неотруйна змія віддає перевагу як пустелі, так і створеному людиною середовищам.                                             |            |
| Зериг               | Psammophis schokari       | 100 см  | Least concern     | ?                   | Помірно отруйний, віддає перевагу місцевості з рослинністю та уникає безплідної пустелі.                                        |            |
| Фальшива кобра      | Malpolon moilensis        | 170 см  | Least concern     | ▬                   | Зустрічається далі від міського середовища, воліючи мешкати у відкритих пустелях і безплідних відслоненнях.                     |            |
| Літоринх діадемовий | Lytorhinchus diadema      | 30 см   | Least concern     | ▬                   | Ця маленька неотруйна змія мешкає по всій території країни, віддаючи перевагу м'яким піщаним і гравійним рівнинам.              |            |
| Полоз діадемовий    | Spalerosophis diadema     | 170 см  | Least concern     | ▬                   | Помірно отруйна змія, трапляється в піщаних місцях існування та у відкритій пустелі в Катарі, а також в саванах в інших місцях. |            |
|                     | Eirenis coronella         | 30 см   | Least concern     | ▬                   | Неотруйна змія, що мешкає в помірних середовищах. У Катарі він віддає перевагу штучним сільськогосподарським місцям існування.  |            |

## Морські змії
Порядок : Лускаті   Родина : Hydrophiinae
Hydrophiinae — родина змій, більшість з яких дуже отруйні. Вони мешкають у прибережних середовищах і пристосовані до водного способу життя
| Звичайне ім'я              | Біноміальна назва      | Довжина | Глобальний статус | Глобальна тенденція | Ареал і поширення                                                                         | Зображення |
| -------------------------- | ---------------------- | ------- | ----------------- | ------------------- | ----------------------------------------------------------------------------------------- | ---------- |
| Морська змія кільчаста     | Hydrophis cyanocinctus | 180 см  | Least concern     | ?                   | Дуже отруйна змія, яка мешкає в мілководдях Індо-Пацифіки.                                |            |
| Морська змія перська       | Hydrophis lapemoides   | 95 см   | Least concern     | ▬                   | Поширений в Індійському океані. Може траплятися в прибережних водах і на рифах            |            |
| Морська змія спіральна (!) | Pelamis pelaturus      | 275 см  | Least concern     | ?                   | Мабуть, найбільша морська змія, вона мешкає на мілководді в Індо-Тихоокеанському регіоні. |            |
| Пеламіда двоколірна .      | Pelamis platurus       | 65 см   | Least concern     | ▬                   | Трапляється в більш глибокій воді.                                                        |            |

## Гадюки
Порядок : Лускаті   Родина : Viperidae
Viperidae — родина дуже отруйних змій, поширених на більшості материків. Це відносно різноманітна група з понад 200 видами.
| Звичайне ім'я              | Біноміальна назва    | Довжина | Глобальний статус | Глобальна тенденція | Ареал і поширення                                                                             | Зображення |
| -------------------------- | -------------------- | ------- | ----------------- | ------------------- | --------------------------------------------------------------------------------------------- | ---------- |
| Арабська рогата гадюка (!) | Cerastes gasperettii | 75 см   | Least concern     | ▬                   | Віддає перевагу рослинним місцям існування з м'яким піском, у який вона частково заривається. |            |
| Піщана ефа                 | Echis carinatus      | 50 см   | Least concern     | ▬                   | Трапляється в штучних середовищах існування, а також у пустелях.                              |            |

## Удави
Порядок : Лускаті   Родина : Boidae
Boidae — родина неотруйних змій, що населяють тропічні та напівтропічні регіони. У родині понад 40 видів.
| Звичайне ім'я            | Біноміальна назва | Довжина | Глобальний статус | Глобальна тенденція | Ареал і поширення                                                                       | Зображення |
| ------------------------ | ----------------- | ------- | ----------------- | ------------------- | --------------------------------------------------------------------------------------- | ---------- |
| Аравійський піщаний удав | Eryx jayakari     | 40 см   | Least concern     | ▬                   | Поширений на півострові. Вдень ховається під глибоким піском і активний лише в темряві. |            |

## Аспіди
Порядок : Лускаті   Родина : Elapidae
Elapidae — родина сильно отруйних змій з невтягувальними іклами. До нього входять і всім відомі кобри. У родині понад 300 видів
| Звичайне ім'я        | Біноміальна назва     | Довжина | Глобальний статус | Глобальна тенденція | Ареал і поширення                                                                         | Зображення |
| -------------------- | --------------------- | ------- | ----------------- | ------------------- | ----------------------------------------------------------------------------------------- | ---------- |
| Пустельна чорна змія | Walterinnesia morgani | 60 см   | Least concern     | ▼                   | Веде виключно нічний спосіб життя. Віддає перевагу піщаним місцям існування з рослинністю |            |